# Michael Tree

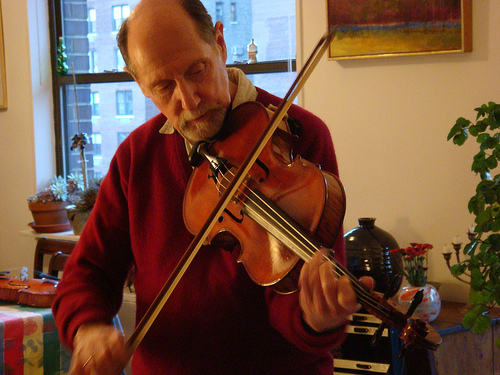
Michael Tree, 2007

Michael Tree (geboren als Michael Applebaum; * 19. Februar 1934 in Newark/New Jersey; † 30. März 2018 in New York City) war ein US-amerikanischer Bratschist.
Applebaum erhielt den ersten Violinunterricht von seinem Vater Samuel Applebaum. Auf Anraten von Efrem Zimbalist, der sein Lehrer am Curtis Institute of Music war und meinte, dass sein Name einer Karriere als Solist hinderlich werden würde, nannte er sich fortan Michael Tree. Er trat zunächst international als Violinsolist auf, bevor er 1964 als Gründungsmitglied des Guarneri Quartet zur Bratsche wechselte. Mit dem Quartett gab er in Spitzenzeiten 150 Konzerte jährlich und nahm mehr als 50 Alben auf, darunter auch Klavierquintette mit Artur Rubinstein. Er spielte eine Bratsche von Domenicus Busan aus der Mitte des 18. Jahrhunderts. Daneben war Tree während seiner gesamten Laufbahn als Lehrer am Curtis Institute und der Juilliard School, außerdem am Bard College, der Manhattan School of Music sowie der University of Maryland und der Rutgers University  aktiv. In seinen letzten Lebensjahren litt Tree an der Parkinson-Krankheit, an deren Komplikationen er 2018 starb.